# Elección para gobernador de Nuevo Hampshire de 2022
La elección para gobernador de Nuevo Hampshire de 2022 se realizó el 8 de noviembre. Como Nuevo Hampshire no tiene límites de mandato para la gobernación, el gobernador republicano en funciones, Chris Sununu, se postuló para un cuarto mandato de 2 años en el cargo. Sununu había expresado interés en postularse para el Senado de los Estados Unidos en 2022 contra la exgobernadora demócrata Maggie Hassan. Sin embargo, el 9 de noviembre de 2021 anunció que, en cambio, se postularía para un cuarto mandato como gobernador.

## Primaria republicana

### Candidatos declarados
- Julian Acciard, especialista en seguridad.[2]
- Jay Lewis.
- Richard McMenamon II.
- Thaddeus Riley, empresario, exmiembro de la junta escolar de Brentwood y defensor de la comunidad.[3]
- Chris Sununu, gobernador titular.
- Karen Testerman, exconcejal de la ciudad de Franklin y candidata a gobernadora en 2020.[4]

### Resultados
| Candidatos                                | Votos   | %     |
| ----------------------------------------- | ------- | ----- |
|                                           | Votos   | %     |
| Chris Sununu                              | 113,443 | 78,66 |
| Karen Testerman                           | 14,473  | 10,04 |
| Thaddeus Riley                            | 11,107  | 7,70  |
| Julian Acciard                            | 2,906   | 2,01  |
| Jay Lewis                                 | 1,318   | 0,91  |
| Richard McMenamon II                      | 817     | 0,57  |
|                                           |         |       |
| Total                                     | 144,224 | 100   |
|                                           |         |       |
| Fuente: New Hampshire Department of State |         |       |

## Primaria demócrata

### Candidatos declarados
- Tom Sherman, exsenador estatal.[5]

## Resultados

### Generales
| Elección para gobernador de Nuevo Hampshire 2022 | Elección para gobernador de Nuevo Hampshire 2022 | Elección para gobernador de Nuevo Hampshire 2022 | Elección para gobernador de Nuevo Hampshire 2022 | Elección para gobernador de Nuevo Hampshire 2022 |
| Partido                                          | Partido                                          | Candidato                                        | Votos                                            | %                                                |
| ------------------------------------------------ | ------------------------------------------------ | ------------------------------------------------ | ------------------------------------------------ | ------------------------------------------------ |
|                                                  | Republicano                                      | Chris Sununu                                     |                                                  |                                                  |
|                                                  | Demócrata                                        | Tom Sherman                                      |                                                  |                                                  |
|                                                  | Libertario                                       | Kelly Halldorson                                 |                                                  |                                                  |
|                                                  | Libertario                                       | Karlyn Borysenko                                 |                                                  |                                                  |
| Escritos                                         |                                                  |                                                  |                                                  |                                                  |
|                                                  |                                                  |                                                  |                                                  |                                                  |
| Total                                            | Total                                            | Total                                            |                                                  | 100                                              |

### Por condado
| Condado      | Sununu (R) | Sununu (R) | Sherman (D) | Sherman (D) | Halldorson (L) | Halldorson (L) | Borysenko (L) | Borysenko (L) | Escritos | Escritos | Total |       |   |       |
| Condado      | Votos      | %          | Votos       | %           | Votos          | %              | Votos         | %             | Escritos | Escritos | Total | Votos | % | Votos |
| ------------ | ---------- | ---------- | ----------- | ----------- | -------------- | -------------- | ------------- | ------------- | -------- | -------- | ----- | ----- | - | ----- |
| Condado      | Belknap    |            |             |             |                |                |               |               |          |          |       |       |   |       |
| Carroll      |            |            |             |             |                |                |               |               |          |          |       |       |   |       |
| Cheshire     |            |            |             |             |                |                |               |               |          |          |       |       |   |       |
| Coös         |            |            |             |             |                |                |               |               |          |          |       |       |   |       |
| Grafton      |            |            |             |             |                |                |               |               |          |          |       |       |   |       |
| Hillsborough |            |            |             |             |                |                |               |               |          |          |       |       |   |       |
| Merrimack    |            |            |             |             |                |                |               |               |          |          |       |       |   |       |
| Rockingham   |            |            |             |             |                |                |               |               |          |          |       |       |   |       |
| Strafford    |            |            |             |             |                |                |               |               |          |          |       |       |   |       |
| Sullivan     |            |            |             |             |                |                |               |               |          |          |       |       |   |       |
|              |            |            |             |             |                |                |               |               |          |          |       |       |   |       |
| Total        |            |            |             |             |                |                |               |               |          |          |       |       |   |       |